# Municipio de Ibsen
El municipio de Ibsen (en inglés: Ibsen Township) es un municipio ubicado en el condado de Richland en el estado estadounidense de Dakota del Norte. En el año 2010 tenía una población de 105 habitantes y una densidad poblacional de 1,12 personas por km².

## Geografía
El municipio de Ibsen se encuentra ubicado en las coordenadas 46°19′34″N 96°50′28″O / 46.32611, -96.84111. Según la Oficina del Censo de los Estados Unidos, el municipio tiene una superficie total de 93.86 km², de la cual 93,86 km² corresponden a tierra firme y (0 %) 0 km² es agua.

## Demografía
Según el censo de 2010, había 105 personas residiendo en el municipio de Ibsen. La densidad de población era de 1,12 hab./km². De los 105 habitantes, el municipio de Ibsen estaba compuesto por el 100 % blancos. Del total de la población el 0 % eran hispanos o latinos de cualquier raza.